# Richard de Bures
Richard de Bures a été maître de l'ordre du Temple de 1245 jusqu'au 5 ou au 9 mai 1247.

## Biographie
Il n'y a que très peu d'informations sur Richard de Bures avant cette période mis à part qu'il était châtelain du Chastel Blanc lorsqu'il fut élu grand commandeur de l'ordre[réf. nécessaire] et n'a peut-être jamais été élu maître de l'ordre.
À la suite de la capture ou du décès d'Armand de Périgord et du maréchal de l'ordre Hugues de Montlaur le 17 octobre 1244 à la Forbie, les templiers désignèrent le frère Guillaume de Roquefort comme « vice-maître » en attendant de connaître le sort de leur maître. D'après l'historienne Marie-Luise Bulst-Thiele (de), si Guillaume de Chateauneuf maître des Hospitaliers a bien été capturé puis détenu en Égypte jusqu'en 1250, le maître et le maréchal de l'ordre du Temple sont morts sur le champ de bataille et Richard de Bures accède à la maîtrise de l'ordre en 1245.
Son entrée dans l'ordre pourrait s'être faite par simonie.

## Les hommes de son temps
Au cours de sa vie et comme maître de l'ordre du Temple, Richard de Bures a côtoyé des hommes remarquables :